# Øvre Øydnavatnet
Øvre Øydnavatnet er en sø i floden Audna i Audnedal kommune i Agder fylke i Norge. Nord for søen ligger byen Byremo med en meget brugt offentlig sandstrand, hvor der er er toiletter og flydende broer. Mod vest ligger bygden Øvre Øydna. Fylkesvei 460 går langs vestsiden af søen. Der er ål og store mængder ørred i søen.
Arealet er 3,04 km², og den ligger 111 meter over havet.